# Aspilota inflatitempus
Aspilota inflatitempus är en stekelart som beskrevs av Fischer 1974. Aspilota inflatitempus ingår i släktet Aspilota och familjen bracksteklar. Inga underarter finns listade.